# 艾特霍芬
艾特霍芬是德国巴伐利亚州的一个市镇。总面积43.09平方公里，总人口3404人，其中男性1618人，女性1786人（2011年12月31日），人口密度79人/平方公里。